# Caradrina merzbacheri
Caradrina merzbacheri är en fjärilsart som beskrevs av Charles Boursin 1960. Caradrina merzbacheri ingår i släktet Caradrina och familjen nattflyn. Inga underarter finns listade i Catalogue of Life.